# Sân bay quốc tế Ponciano Arriaga

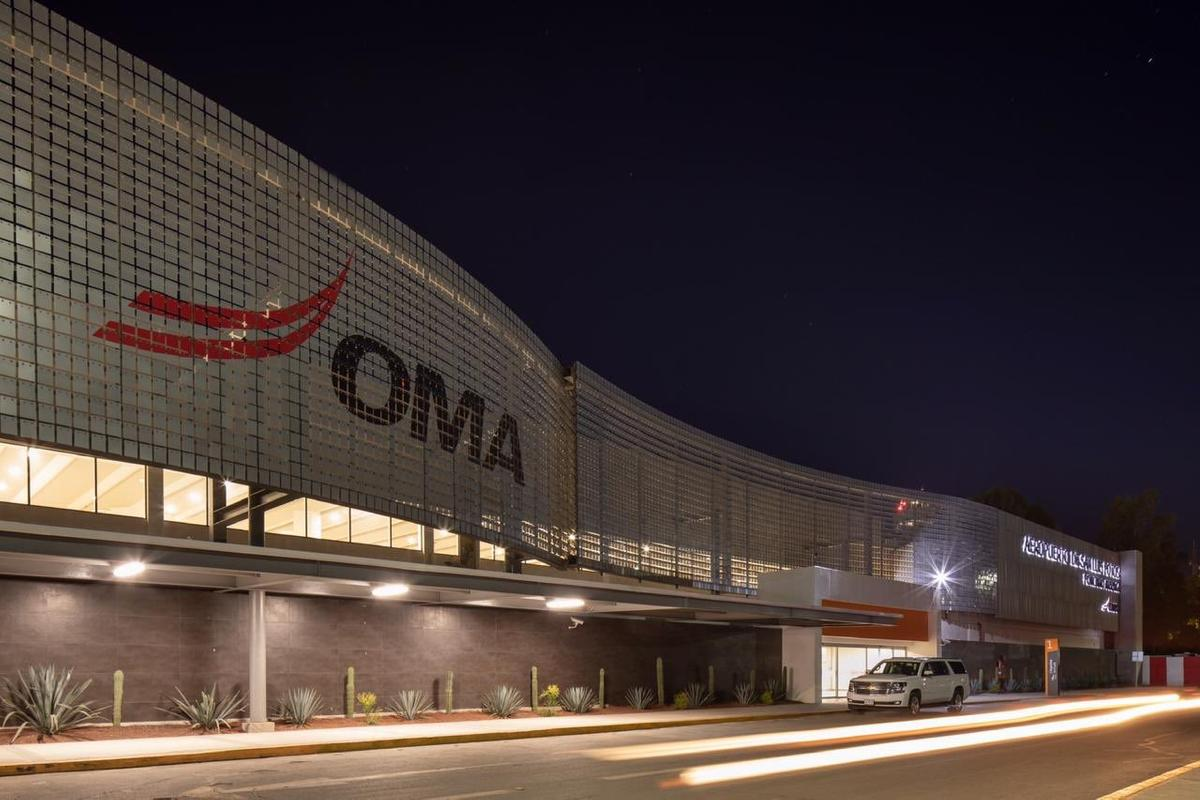
Ảnh chụp vào ban đêm của sân bay quốc tế San Luis Potosí (SLP).

Sân bay quốc tế Ponciano Arriaga (IATA: SLP, ICAO: MMSP) là một sân bay quốc tế ở San Luis Potosí, San Luis Potosi, México. Sân bay này có 2 đường băng dài 993 m và 3007 m rải [[asphalt.

## Các hãng hàng không và các tuyến điểm

### Các tuyến nội địa
- Aeromar (Thành phố Mexico, Morelia, Tamuín).
- Aeroméxico
  - Aeroméxico Connect (Monterrey, Piedras Negras).
- ALMA de Mexico (Toluca)
- Mexicana
  - Click Mexicana (Thành phố Mexico).

### Các tuyến quốc tế
- Aeromar (San Antonio)
- American Airlines
  - American Eagle (Dallas/Fort Worth).
- Continental Airlines
  - Continental Express operated by ExpressJet Airlines (Houston-Intercontinental).

### Các hãng vận tải hàng hóa
- Estafeta Carga Aerea (Mexico City, Monterrey, Hermosillo, Culiacan, Merida).